# Olimpi de Bizanci
Olimpi de Bizanci o també Olimpià (en grec antic: Ολυμπιανός) va ser bisbe de Bizanci durant onze anys, del 187 al 198. Va succeir al bisbe Pertinàs.
L'any 196, l'emperador Septimi Sever va conquerir Bizanci quan lluitava contra l'usurpador Pescenni Níger. L'emperador, molest perquè la ciutat havia recolzat el seu rival, li va prendre l'estatus de ciutat i la va fer part de la ciutat tràcia de Perint. Durant més d'un segle Bizanci va estar sota l'autoritat de Perint.
El va succeir Marc I de Bizanci.